# Marta Chrust-Rożej
Marta Chrust-Rożej (* 29. September 1978 in Namysłów als Marta Chrust) ist eine ehemalige polnische Leichtathletin, die im Sprint und im Hürdenlauf an den Start ging.

## Sportliche Laufbahn
Erste Erfahrungen bei internationalen Meisterschaften sammelte Marta Chrust-Rożej vermutlich im Jahr 2003, als sie bei der Sommer-Universiade in Daegu in 56,89 s den fünften Platz im 400-Meter-Hürdenlauf belegte und mit der polnischen 4-mal-400-Meter-Staffel in 3:38,17 min die Silbermedaille hinter dem russischen Team gewann. 2005 gewann sie bei den Halleneuropameisterschaften in Madrid in 3:29,37 min gemeinsam mit Anna Guzowska, Monika Bejnar und Małgorzata Pskit ebenfalls die Silbermedaille mit der Staffel hinter dem russischen Team. Im August schied sie bei den Weltmeisterschaften in Helsinki mit 56,80 s im Halbfinale über 400 m Hürden aus, ehe sie bei den Studentenweltspielen in Izmir in 55,49 s die Bronzemedaille hinter der Russin Marina Schijan und Benedetta Ceccarelli aus Italien gewann. Zudem gewann sie im Staffelbewerb in 3:27,71 min erneut die Silbermedaille hinter dem russischen Team. Im Jahr darauf belegte sie mit der Staffel bei den Hallenweltmeisterschaften in Moskau in 3:28,95 min den vierten Platz und im August kam sie bei den Europameisterschaften in Göteborg mit 56,90 s nicht über den Vorlauf über 400 m Hürden hinaus und verhalf der Staffel zum Finaleinzu, womit sie zum Gewinn der Bronzemedaille beitrug. Bis 2012 bestritt sie noch Wettkämpfe auf nationaler Ebene, ehe sie ihre aktive sportliche Karriere im Alter von 34 Jahren endgültig beendete.
2006 wurde Chrust-Rożej polnische Meisterin im 400-Meter-Hürdenlauf sowie 2005 Hallenmeisterin über 400 Meter.

## Persönliche Bestleistungen
- 400 Meter: 53,77 s, 10. Juli 2004 in Danzig
  - 400 Meter (Halle): 53,9 s, 26. Februar 2006 in Spała
- 400 m Hürden: 55,49 s, 20. August 2005 in Izmir